# ハーシェル・エヴァンス
ハーシェル・エヴァンス（Herschel Evans、1909年3月9日 - 1939年2月9日）は、アメリカのテキサス州出身のテナー・サックス・プレイヤー。
オールド・ベイシー時代のテナーのポジションをレスター・ヤングと共に過ごした名プレイヤー。コールマン・ホーキンス系のプレイヤーで、テキサス出身らしく「テキサス・テナー」の代表格。若くして病死したために録音された音源は多くは無いが、「ブルー・アンド・センチメンタル」は、後のテナープレイヤーに何度もコピーされた。ベイシーもとても気に入っており、レスター・ヤングとのテナーバトルはベイシー楽団の売り物の一つであり、その後のビッグバンドのテナーバトルに大きな影響を与えた。